# Psilochorus cordatus
Psilochorus cordatus là một loài nhện trong họ Pholcidae. Loài này được phát hiện ở México.